# Erland Nordenskiöld
Nils Erland Herbert Nordenskiöld (Estocolmo, Suecia, 19 de julio de 1877 – Gotemburgo, Suecia, 5 de julio de 1932 ) fue un etnógrafo y explorador sueco. Es hijo de Adolf Erik Nordenskjöld, explorador finlandés-sueco, y Anna Maria Mannerheim.Denunció los abusos cometidos contras las comunidades indígenas durante la fiebre del caucho.

## Biografía
Como su primo Otto Nordenskjöld, Erland realizó varias expediciones etnográficas y arqueológicas en Sudamérica entre las décadas de 1890-1920, algunas de ellas junto a su esposa Olga. A partir de una de una expedición emprendida en 1901 conoció a su connacional Eric Boman, quien luego se especializaría en arqueología del noroeste argentino.
Nordenskiöld hizo observaciones lingüísticas sobre los idiomas ya perdidos de Bolivia y Perú como el idioma hablado por los cayubaba.

Nordenskiöld y Froilán Arana, en Pulquina, Bolivia, durante un descanso en la expedición de 1913.

## Expedición de 1913
Durante su expedición entre 1913 y 1914 redescubrió las ruinas arqueológicas denominadas “Incahuasi de Caraparicito–Lagunillas” en Bolivia. Los acontecimientos de esta expedición están descritos en su libro Forskningar och äventyr i Sydamerika (“Exploraciones y aventuras en Sudamérica”, traducido por G. Birk y A. García, APCOB, Santa Cruz).

## Obra
Fue autor de numerosos artículos de investigación pero también de algunos libros como:
- Entre cumbres y selvas
- La vida de los indios en el Gran Chaco
- Indios y blancos
- Exploraciones y aventuras en Sudamérica.
- La invasión guaraní del Imperio Inca en el sXVI.[6]

El Museo del Mundo en Suecia alberga una gran colección de fotografías de sus expediciones. 